# ليديا مندوزا
ليديا مندوزا (بالإسبانية: Lydia Mendoza)‏ هي عازفة قيثارة وموسيقية مكسيكية، ولدت في 31 مايو 1916 في هيوستن في الولايات المتحدة، وتوفيت في 20 ديسمبر 2007 في سان أنطونيو في الولايات المتحدة.

## وصلات خارجية
- ليديا مندوزا على موقع ميوزك برينز (الإنجليزية)
- ليديا مندوزا على موقع ديسكوغز (الإنجليزية)